# تشاه مختار
تشاه مختار (بالإنجليزية: Chah-e Mokhtar)‏ هي مستوطنة تقع في Howmeh Rural District في إيران.